# Katarzyna Toma
Katarzyna Toma (sinh ngày 16 tháng 9 năm 1985) là kiện tướng cờ vua người Ba Lan, giữ danh hiệu Nữ đại kiện tướng. Cô cũng là bác sĩ thú y.

## Sự nghiệp cờ vua
Năm 2000, cô giành chức vô địch Giải cờ vua trẻ Ba Lan (U16) tại Wisła. Một năm sau, cô giành huy chương đồng trong trận chung kết Giải vô địch trẻ Ba Lan (U20) tại Brzeg Dolny. Năm 2001, cô lần đầu tiên góp mặt trong trận chung kết Giải vô địch cờ vua nữ Ba Lan và xếp thứ 6. Những năm sau đó, cô đều đặn góp mặt trong các trận chung kết giải vô địch quốc gia.
Khi còn nhỏ, Katarzyna Toma gặt hái nhiều thành công trong thể loại cờ nhanh (2001 - vô địch giải trẻ châu Âu tại Novi Sad, 2001 - vô địch giải trẻ Ba Lan, 2000 - huy chương đồng giải vô địch trẻ Ba Lan) và thể loại cờ chớp (2001 - huy chương bạc giải trẻ châu Âu) Vô địch, 2000 và 2001 - hai lần vô địch giải trẻ Ba Lan).
Năm 2003 Katarzyna Toma nhận được danh hiệu Woman International Master (WIM). Năm 2004, cô đứng vị trí thứ hai trong giải đấu cờ vua quốc tế ở thành phố Frýdek-Místek và hoàn thành tiêu chuẩn Nữ Đại kiện tướng đầu tiên. Năm 2007, cũng tại nơi đây, cô giành vị trí thứ hai trong Pobeskydi Hamont Cup và hoàn thành tiêu chuẩn Nữ Đại kiện tướng thứ hai. Ngoài ra Katarzyna Toma đã giành được danh hiệu vô địch trong cờ nhanh. Năm 2011, cô giành chiến thắng trong giải đấu cờ Cracovia truyền thống ở Kraków hạng nữ, hoàn thành tiêu chuẩn Nữ kiện tướng thứ ba.
Katarzyna Toma tham gia đội tuyển Ba Lan trong Giải vô địch cờ vua đồng đội châu Âu:
- Năm 2011, giành huy chương bạc đồng đội tại bảng dự bị trong Giải vô địch cờ vua đồng đội châu Âu lần thứ 9 (nữ) tại Porto Carras (+2, = 0, -2) (tức là thắng 2, hòa 0, thua 2)
- Năm 2013, tại bảng dự bị trong Giải vô địch cờ vua đồng đội châu Âu lần thứ 10 (nữ) tại Warsaw (+5, = 3, -1).

Ngoài ra cô đã giành được 2 huy chương vàng (2008) trong Giải vô địch cờ vua đồng đội nữ Ba Lan.
Năm 2014, cô giành vị trí thứ hai (sau Merab Gagunashvili) trong giải đấu Nam Phi Mở rộng ở Bloemfontein.
Năm 2014, Katarzyna Toma là huấn luyện viên của đội tuyển nữ Nam Phi tại Olympic Cờ vua lần thứ 41 ở Tromsø.